# Heneicosapentaensäure
Heneicosapentaensäure ist eine langkettige, mehrfach ungesättigte Fettsäure, mit einer ungeraden Anzahl von Kohlenstoff-Atomen. Sie gehört zur Gruppe der Omega-3-Fettsäuren, ihre fünf cis-Doppelbindungen sind jeweils durch eine Methylengruppe getrennt. Die Polyensäure zählt zu den Isolensäuren.
Sie kommt verestert als Triacylglycerid in geringen Mengen im Blubber und in Fischölen vor.